# Nguyễn Trọng Hoàng
Nguyễn Trọng Hoàng (sinh ngày 14 tháng 4 năm 1989) là một cầu thủ bóng đá chuyên nghiệp người Việt Nam hiện đang thi đấu ở vị trí tiền vệ cánh phải hoặc hậu vệ phải cho câu lạc bộ Hồng Lĩnh Hà Tĩnh.

## Tiểu sử
Nguyễn Trọng Hoàng (14/4/1989) quê gốc ở Nam Trung, Nam Đàn, Nghệ An. Cha là ông Nguyễn Trọng Hường, mẹ là bà Lê Thị Lan. Gia đình nội ngoại là láng giềng cách nhau 50m. Sinh ra ở thị trấn Xuân An, huyện Nghi Xuân, tỉnh Hà Tĩnh, theo học tiểu học ở đây. Anh là con thứ hai trong gia đình có bố làm trong ngành công an, còn mẹ là cán bộ công ty lương thực. Cụ nội của anh là em con chú con bác của cố Bộ trưởng bộ Công an Trần Quốc Hoàn (tên thật là Nguyễn Trọng Cảnh). Sinh ra trong một gia đình cơ bản như vậy nên Trọng Hoàng không gặp khó khăn gì trên con đường đến với trái bóng tròn.
Bước ngoặt đầu tiên đến vào năm 10 tuổi khi gia đình Hoàng chuyển lên thành phố Vinh, tỉnh Nghệ An. Khi đó, anh tham gia đội bóng của trường tiểu học Lê Lợi đi tham dự giải bóng đá cấp thành phố. Sau đó, Trọng Hoàng còn được chọn làm đội trưởng đội bóng đá nhi đồng thành phố Vinh đạt giải nhì tại Hội khỏe Phù Đổng ở Hải Phòng. Tại giải này, anh được các tuyển trạch viên của câu lạc bộ Sông Lam Nghệ An để mắt tới. Trọng Hoàng được tuyển thẳng vào lò đào tạo trẻ của xứ Nghệ vào năm 11 tuổi.

## Sự nghiệp câu lạc bộ

### Sông Lam Nghệ An
Năm 18 tuổi, Trọng Hoàng được đôn lên đội một Sông Lam Nghệ An thi đấu tại V.League 2007. Anh thi đấu ở vị trí tiền vệ với nền tảng thể lực tốt, chạy không biết mệt mỏi và luôn có mặt ở mọi vị trí trên sân nên bắt đầu được gọi bằng biệt danh “Hoàng bò”. Tuy nhiên, Trọng Hoàng còn điểm yếu là xử lý bóng chưa tinh tế, chưa làm chủ tốt cái chân nên nhiều khi vẫn bỏ lỡ cơ hội. Huấn luyện viên Cao Phi Đại cũng thẳng thắn nhận định về cậu học trò cũ là sở hữu những đường chuyền xé toang hàng phòng ngự đối phương nhưng lại quá phung phí sức lực. Trong mùa giải đầu tiên chơi tại V.League, Trọng Hoàng ghi bàn liên tục ở 4 vòng đấu cuối, góp công lớn vào việc trụ hạng thành công của đội bóng xứ Nghệ. Sau đó, Trọng Hoàng được CLB SQC Bình Định mượn năm 2008.

### Becamex Bình Dương
Sau đó, anh đầu quân cho Becamex Bình Dương từ 2013–2016. Tại đây, anh cùng với Nguyễn Anh Đức trở thành 2 cầu thủ quan trọng nhất của đội cũng như là 1 trong những tay săn bàn số 1 cho đội bóng.

### FLC Thanh Hóa
Cuối năm 2016, sau khi kết thúc hợp đồng với Becamex Bình Dương, Trọng Hoàng kí hợp đồng khoác áo câu lạc bộ FLC Thanh Hóa từ mùa giải 2017.

### Viettel
Tháng 2 năm 2019, Trọng Hoàng chính thức ký hợp đồng thi đấu cho đội bóng Viettel, mặc dù trước đó anh đã từng có ý định quay trở về đội bóng quê hương Sông Lam Nghệ An, tuy nhiên vấn đề tài chính khiến Sông Lam Nghệ An không thể chiêu mộ được anh. Gia nhập Viettel, Trọng Hoàng nhanh chóng trở thành trụ cột của câu lạc bộ. Anh là một trong những nhân tố góp phần làm nên chức vô địch V.League 1 2020 của Viettel.

## Sự nghiệp quốc tế

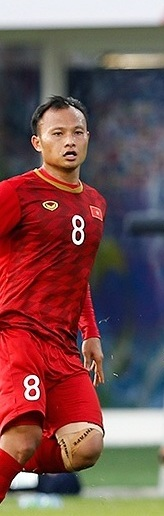
Trọng Hoàng trong trận đấu giữa Việt Nam và Iran tại Asian Cup 2019

Năm 2007, Trọng Hoàng là cầu thủ trẻ nhất có tên trong danh sách U-23 Việt Nam huấn luyện viên Alfred Riedl chuẩn bị cho SEA Games 24. Nhưng vào phút cuối, anh đã phải xin rời đội tuyển do phải thi tốt nghiệp trung học phổ thông. Tháng 10 năm 2007, giải U-21 quốc tế báo Thanh Niên tổ chức tại Nha Trang, Khánh Hòa, quy tụ các đội tuyển U-21 Thái Lan, U-21 Myanmar, U-21 Singapore và U-21 Việt Nam. Tại giải này, bộ ba Trọng Hoàng, Văn Bình, Đình Hiệp đã làm mưa làm gió, đưa U-21 Việt Nam giành cúp vô địch.
Tháng 4 năm 2009, Trọng Hoàng được huấn luyện viên Calisto triệu tập lên đội tuyển quốc gia Việt Nam. Ngày 15 tháng 5 năm 2009, anh được ra sân trong trận giao hữu với câu lạc bộ Olympiakos của Hy Lạp. Tháng 6 năm 2009, 
đội tuyển Việt Nam có chuyến thi đấu giao hữu với đội chủ nhà Kuwait trong tình trạng vắng nhiều trụ cột do chấn thương, Trọng Hoàng là cầu thủ ghi bàn thắng duy nhất giúp Việt Nam thắng Kuwait với tỷ số 1–0. Cũng năm này, ông Calisto gọi Trọng Hoàng và Thành Lương tăng cường cho U-23 Việt Nam tham dự SEA Games 25 diễn ra tại Lào. Anh đã ghi bàn ở trận đấu gặp U-23 Malaysia tại vòng bảng. Tuy nhiên, trận cuối cùng vòng bảng gặp U-23 Campuchia, Hoàng gặp chấn thương khiến anh không thể có mặt trong trận bán kết. Trong trận chung kết gặp lại đội U-23 Malaysia, Trọng Hoàng được tung vào sân thay người nhưng đội Việt Nam thua 0–1 và chỉ giành được tấm huy chương bạc. Mặc dù thất bại, nhưng với những gì thể hiện được trong màu áo U-23 Việt Nam, Trọng Hoàng là một trong số ít cầu thủ tiếp tục được gọi lên thi đấu cho đội tuyển quốc gia.
Năm 2010, Trọng Hoàng cùng các đồng đội tham dự Á vận hội 2010 tại Quảng Châu, Trung Quốc. Ở giải đấu này, anh đã ghi 2 bàn vào lưới Turkmenistan và Bahrain giúp Việt Nam lần đầu tiên vượt qua vòng đấu bảng ở một kỳ Á vận hội. Ở vòng đấu loại trực tiếp, Olympic Việt Nam đã thất bại 0–2 trước Olympic CHDCND Triều Tiên trong tình thế chỉ còn thi đấu với 9 người trên sân trong phần lớn thời gian thi đấu. Trọng Hoàng sau đó được lựa chọn vào đội tuyển quốc gia tham dự AFF Cup 2010. Ở trận đấu đầu tiên, anh lập một cú đúp vào lưới Myanmar sau khi vào sân thay người ở phút 72. Trận đấu kết thúc với chiến thắng 7–1 cho Việt Nam.
Ngày 28 tháng 7 năm 2011, trong trận đấu lượt về Vòng loại World Cup 2014 gặp Qatar trên sân vận động Mỹ Đình, Trọng Hoàng đã ghi bàn thắng gỡ hòa cho đội tuyển Việt Nam, trận đấu kết thúc với chiến thắng 2–1 nghiêng về phía Việt Nam.
Ngày 23 tháng 11 năm 2016, trong khuôn khổ lượt trận thứ hai của vòng bảng AFF Cup 2016 gặp đối thủ Malaysia, Trọng Hoàng ghi bàn thắng duy nhất ở những phút cuối của hiệp 2 giúp Việt Nam vượt qua đối thủ với tỷ số tối thiểu 1–0. Tuy nhiên, đội dừng bước tại bán kết sau khi thua Indonesia 4–3 sau 2 lượt trận
Trọng Hoàng là 1 trong 23 cầu thủ tham dự AFF Cup 2018. Tại giải đấu này, do anh đã được huấn luyện viên Park Hang-seo xếp đá ở vị trí mới khá lạ lẫm với anh: Hậu vệ cánh phải. Việc ông Park Hang-seo phải xếp Trọng Hoàng đá vị trí hậu vệ cánh phải là do 2 cầu thủ đảm nhận vị trí này là Vũ Văn Thanh và Phạm Xuân Mạnh đều bị chấn thương và không kịp tham dự giải. Tuy nhiên, anh đã làm rất tốt nhiệm vụ của mình và góp công giúp đội tuyển vô địch giải đấu.
Anh tiếp tục góp mặt trong danh sách 23 cầu thủ tham dự Cúp bóng đá châu Á 2019. Tại trận đấu vòng 16 đội với Jordan, anh kiến tạo cho Nguyễn Công Phượng gỡ hòa 1–1 ở hiệp 2, qua đó hạ Jordan 4-2 sau loạt đấu súng, giúp đội tuyển có lần 2 vào đến tứ kết giải, sau đó thua Nhật Bản 0-1. Trong danh sách tập trung đội tuyển quốc gia vào tháng 9/2019 để chuẩn bị cho trận đấu vòng loại World Cup 2022 gặp Malaysia vào ngày 10/10 tới, Trọng Hoàng là cầu thủ có số lần khoác áo đội tuyển quốc gia nhiều nhất (50 trận, 10 bàn thắng).
Tại SEA Games 30 tại Philippines, Trọng Hoàng cùng Đỗ Hùng Dũng là 2 cầu thủ quá tuổi của Đội tuyển bóng đá U-22 Việt Nam tham dự giải, anh cùng cả đội có lần đầu vô địch sau 60 năm chờ đợi sau khi hạ U-22 Indonesia 3–0 tại trận chung kết.
Ngày 1 tháng 12 năm 2022, sau trận giao hữu giữa Việt Nam và CLB Borussia Dortmund kết thúc, Nguyễn Trọng Hoàng chính thức chia tay đội tuyển Việt Nam sau 13 năm gắn bó. Tổng cộng anh đã thi đấu 74 trận và ghi được 12 bàn thắng.

## Thống kê sự nghiệp

### Câu lạc bộ
| Câu lạc bộ          | Mùa giải            | Giải đấu            | Giải đấu | Giải đấu | Cúp quốc gia | Cúp quốc gia | Châu Á | Châu Á | Khác | Khác | Tổng cộng | Tổng cộng |
| Câu lạc bộ          | Mùa giải            | Hạng                | Trận     | Bàn      | Trận         | Bàn          | Trận   | Bàn    | Trận | Bàn  | Trận      | Bàn       |
| ------------------- | ------------------- | ------------------- | -------- | -------- | ------------ | ------------ | ------ | ------ | ---- | ---- | --------- | --------- |
| Sông Lam Nghệ An    | 2007                | V.League 1          | —        | —        | 2            | 1            | —      | —      | —    | —    | —         | —         |
| Sông Lam Nghệ An    | 2008                | V.League 1          | —        | —        | —            | —            | —      | —      | —    | —    | —         | —         |
| Sông Lam Nghệ An    | 2009                | V.League 1          | —        | —        | 4            | 1            | —      | —      | —    | —    | —         | —         |
| Sông Lam Nghệ An    | 2010                | V.League 1          | —        | —        | 4            | 0            | 4      | 0      | 1    | 1    | —         | —         |
| Sông Lam Nghệ An    | 2011                | V.League 1          | —        | —        | 4            | 2            | 2      | 0      | 1    | 0    | —         | —         |
| Sông Lam Nghệ An    | 2012                | V.League 1          | —        | —        | 3            | 0            | —      | —      | —    | —    | —         | —         |
| Sông Lam Nghệ An    | 2013                | V.League 1          | —        | —        | 1            | 0            | —      | —      | —    | —    | —         | —         |
| Sông Lam Nghệ An    | Tổng cộng           | Tổng cộng           | 130      | 37       | 18           | 4            | 6      | 0      | 2    | 1    | 156       | 42        |
| Becamex Bình Dương  | 2014                | V.League 1          | 19       | 6        | 5            | 0            | —      | —      | —    | —    | 24        | 6         |
| Becamex Bình Dương  | 2015                | V.League 1          | 20       | 7        | 4            | 3            | 4      | 1      | 1    | 0    | 29        | 11        |
| Becamex Bình Dương  | 2016                | V.League 1          | 11       | 2        | 5            | 0            | —      | —      | —    | —    | 16        | 2         |
| Becamex Bình Dương  | Tổng cộng           | Tổng cộng           | 50       | 15       | 14           | 3            | 4      | 1      | 1    | 0    | 69        | 19        |
| FLC Thanh Hóa       | 2017                | V.League 1          | 21       | 2        | 1            | 0            | —      | —      | —    | —    | 22        | 2         |
| FLC Thanh Hóa       | 2018                | V.League 1          | 22       | 4        | 6            | 2            | 4      | 0      | —    | —    | 32        | 6         |
| FLC Thanh Hóa       | Tổng cộng           | Tổng cộng           | 43       | 6        | 7            | 2            | 4      | 0      | 0    | 0    | 54        | 8         |
| Viettel             | 2019                | V.League 1          | 12       | 1        | 1            | 1            | —      | —      | —    | —    | 13        | 2         |
| Viettel             | 2020                | V.League 1          | 14       | 0        | 4            | 0            | —      | —      | —    | —    | 18        | 0         |
| Viettel             | 2021                | V.League 1          | 11       | 3        | —            | —            | 5      | 0      | 1    | 0    | 16        | 3         |
| Viettel             | Tổng cộng           | Tổng cộng           | 37       | 4        | 5            | 1            | 5      | 0      | 1    | 0    | 48        | 5         |
| Sông Lam Nghệ An    | 2022                | V.League 1          | 5        | 0        | —            | —            | —      | —      | —    | —    | 5         | 0         |
| Sông Lam Nghệ An    | 2023                | V.League 1          | 17       | 1        | 1            | 1            | —      | —      | —    | —    | 18        | 2         |
| Sông Lam Nghệ An    | 2023-24             | V.League 1          | 1        | 0        | 1            | 0            | —      | —      | —    | —    | 2         | 0         |
| Sông Lam Nghệ An    | Tổng cộng           | Tổng cộng           | 23       | 1        | 2            | 1            | 0      | 0      | 0    | 0    | 25        | 2         |
| Hồng Lĩnh Hà Tĩnh   | 2023-24             | V.League 1          | 5        | 0        | —            | —            | —      | —      | —    | —    | 5         | 0         |
| Tổng cộng sự nghiệp | Tổng cộng sự nghiệp | Tổng cộng sự nghiệp | 288      | 63       | 46           | 11           | 19     | 1      | 4    | 1    | 357       | 76        |

### Quốc tế
| Đội tuyển quốc gia | Năm       | Trận | Bàn |
| ------------------ | --------- | ---- | --- |
| Việt Nam           |           |      |     |
| 2009               | 3         | 1    |     |
| 2010               | 10        | 2    |     |
| 2011               | 5         | 1    |     |
| 2012               | 12        | 3    |     |
| 2013               | 4         | 3    |     |
| 2014               | 2         | 1    |     |
| 2015               | 3         | 0    |     |
| 2016               | 8         | 1    |     |
| 2017               | 2         | 0    |     |
| 2018               | 8         | 0    |     |
| 2019               | 12        | 0    |     |
| 2021               | 4         | 0    |     |
| 2022               | 2         | 0    |     |
| Tổng cộng          | Tổng cộng | 74   | 12  |

### Bàn thắng quốc tế
Bàn thắng của đội tuyển Việt Nam được ghi trước.
| #  | Ngày                 | Địa điểm                                                   | Đối thủ    | Bàn thắng | Kết quả | Giải đấu                 |
| -- | -------------------- | ---------------------------------------------------------- | ---------- | --------- | ------- | ------------------------ |
| 1  | 31 tháng 5 năm 2009  | Sân vận động Al-Sadaqua Walsalam, Thành phố Kuwait, Kuwait | Kuwait     | 1–0       | 1–0     | Giao hữu                 |
| 2  | 2 tháng 12 năm 2010  | Sân vận động Quốc gia Mỹ Đình, Hà Nội, Việt Nam            | Myanmar    | 5–1       | 7–1     | AFF Cup 2010             |
| 3  | 2 tháng 12 năm 2010  | Sân vận động Quốc gia Mỹ Đình, Hà Nội, Việt Nam            | Myanmar    | 6–1       | 7–1     | AFF Cup 2010             |
| 4  | 28 tháng 7 năm 2011  | Sân vận động Quốc gia Mỹ Đình, Hà Nội, Việt Nam            | Qatar      | 1–1       | 2–1     | Vòng loại World Cup 2014 |
| 5  | 10 tháng 6 năm 2012  | Sân vận động Vượng Giác, Vượng Giác, Hồng Kông             | Hồng Kông  | 2–1       | 2–1     | Giao hữu                 |
| 6  | 26 tháng 10 năm 2012 | Sân vận động Thống Nhất, Thành phố Hồ Chí Minh, Việt Nam   | Lào        | 3–0       | 4–0     | VFF Cup 2012             |
| 7  | 3 tháng 11 năm 2012  | Sân vận động Quốc gia Mỹ Đình, Hà Nội, Việt Nam            | Malaysia   | 1–0       | 1–0     | Giao hữu                 |
| 8  | 9 tháng 10 năm 2013  | Sân vận động Thani bin Jassim, Doha, Qatar                 | Qatar      | 1–1       | 2–1     | Giao hữu                 |
| 9  | 9 tháng 10 năm 2013  | Sân vận động Thani bin Jassim, Doha, Qatar                 | Qatar      | 2–1       | 2–1     | Giao hữu                 |
| 10 | 15 tháng 10 năm 2013 | Sân vận động Trung tâm Pakhtakor, Tashkent, Uzbekistan     | Uzbekistan | 1–2       | 1–3     | Vòng loại Asian Cup 2015 |
| 11 | 5 tháng 3 năm 2014   | Sân vận động Quốc gia Mỹ Đình, Hà Nội, Việt Nam            | Hồng Kông  | 3–1       | 3–1     | Vòng loại Asian Cup 2015 |
| 12 | 23 tháng 11 năm 2016 | Sân vận động Thuwunna, Yangon, Myanmar                     | Malaysia   | 1–0       | 1–0     | AFF Cup 2016             |

#### U-23
| #  | Ngày                 | Địa điểm                                                      | Đối thủ      | Bàn thắng | Kết quả | Giải đấu                     |
| -- | -------------------- | ------------------------------------------------------------- | ------------ | --------- | ------- | ---------------------------- |
| 1. | 6 tháng 12 năm 2009  | Sân vận động Quốc gia Lào mới, Viêng Chăn, Lào                | Malaysia     | 3–1       | 3–1     | SEA Games 2009               |
| 2. | 8 tháng 11 năm 2010  | Sân vận động Nhân dân tỉnh Quảng Đông, Quảng Châu, Trung Quốc | Bahrain      | 2–0       | 3–1     | Đại hội Thể thao châu Á 2010 |
| 3. | 10 tháng 11 năm 2010 | Sân vận động Nhân dân tỉnh Quảng Đông, Quảng Châu, Trung Quốc | Turkmenistan | 1–6       | 2–6     | Đại hội Thể thao châu Á 2010 |
| 4. | 28 tháng 11 năm 2019 | Sân vận động Biñan, Biñan, Philippines                        | Lào          | 5–1       | 6–1     | SEA Games 2019               |

## Danh hiệu

### Câu lạc bộ
Sông Lam Nghệ An
- V.League 1: 2011
- Cúp quốc gia: 2010
- Siêu cúp quốc gia: 2011

Becamex Bình Dương
- V.League 1: 2014, 2015
- Cúp quốc gia: 2015
- Siêu cúp quốc gia: 2014, 2015

Viettel
- V.League 1: 2020

### Quốc tế
U-22/U-23 Việt Nam
- Đại hội Thể thao Đông Nam Á:
  - Huy chương vàng: 2019
  - Huy chương bạc: 2009

Việt Nam
- Giải vô địch bóng đá Đông Nam Á: 2018
- Á quân King's Cup: 2019

### Cá nhân
- Quả bóng bạc Việt Nam: 2011
- Quả bóng đồng Việt Nam: 2019
- Đội hình tiêu biểu AFF Cup: 2016